# Maison Cirksena
La maison Cirksena est une famille noble de Frise orientale. Cette dynastie règne sur le comté de Frise orientale de 1464 à 1744, avec le rang de prince d'Empire à partir de 1654. Elle s'éteint en 1744 à la mort du prince Charles-Edzard.

## Historique

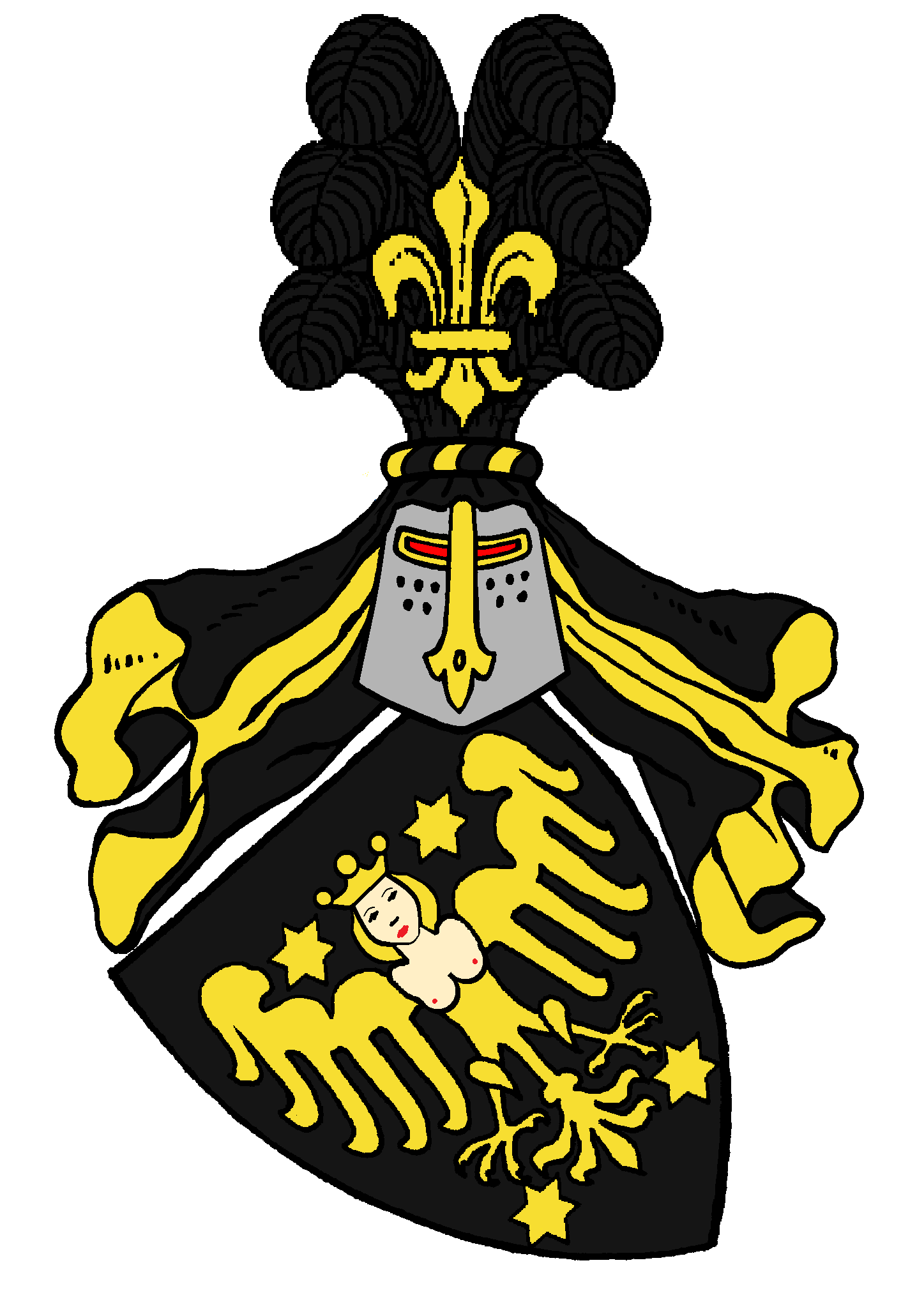
Armoiries des Cirksena.

La famille règne également sur le comté de Rietberg, en Westphalie, de 1586 à 1758.
Les armes des Cirksena est de sable à une harpie d'or. Il figure avec les couleurs inversées sur les armoiries du Liechtenstein en raison du mariage du prince Gundakar de Liechtenstein avec la princesse Agnès de Frise orientale (de) en 1603.

## Filiation
- Ulrich Ier (1408-1466), comte de Frise orientale ⚭ Theda Ukena
  - Heba (de) (1457-1492) ⚭ Éric Ier, comte de Schaumbourg
  - Ennon Ier (1460-1491), comte de Frise orientale
  - Edzard Ier (1462-1528), comte de Frise orientale ⚭ Élisabeth de Rietberg (de)
    - Ennon II (1505-1540), comte de Frise orientale ⚭ Anne d'Oldenbourg
      - Élisabeth (de) (1531-1555) ⚭ Jean V, fils de Jobst Ier, comte de Schaumbourg
      - Edzard II (1532-1599), comte de Frise orientale ⚭ Catherine Vasa
        - Anne (1562-1621) ⚭ 1) Louis VI, électeur palatin ⚭ 2) Ernest-Frédéric, margrave de Bade-Durlach ⚭ 3) Jules-Henri, duc de Saxe-Lauenbourg
        - Ennon III (1563-1625), comte de Frise orientale ⚭ 1) Walburgis de Rietberg ⚭ 2) Anne de Holstein-Gottorp
          - Sabine-Catherine (de) (1582-1618) ⚭ Jean III, comte de Rietberg (cf. infra)
          - Agnès (de) (1584-1616) ⚭ Gundakar, prince de Liechtenstein
          - Christine-Sophie (1600-1658) ⚭ Philippe III, landgrave de Hesse-Butzbach
          - Anne-Marie (1601-1634) ⚭ Adolphe-Frédéric Ier, duc de Mecklembourg-Schwerin
          - Rodolphe-Christian (1602-1628), comte de Frise orientale
          - Ulrich II (1605-1648), comte de Frise orientale ⚭ Julienne de Hesse-Darmstadt
            - Ennon-Louis (1632-1660), comte puis prince de Frise orientale ⚭ Justine-Sophie de Barby (de)
              - Julienne-Louise (en) (1657-1715) ⚭ Joachim Morgenweck
              - Sophie-Wilhelmine (de) (1659-1698) ⚭ Christian-Ulrich Ier, duc de Wurtemberg-Oels

            - Georges-Christian (1634-1665), prince de Frise orientale ⚭ Christine-Charlotte de Wurtemberg
              - Christian-Eberhard (1665-1708), prince de Frise orientale ⚭ Eberhadine-Sophie d'Oettingen-Oettingen (de)
                - Christine-Sophie (de) (1688-1750) ⚭ Frédéric-Antoine, prince de Schwarzbourg-Rudolstadt
                - Marie-Charlotte (de)  (1689-1761) ⚭ Frédéric-Ulrich de Frise orientale (de) (cf. infra)
                - Georges-Albert (1690-1734), prince de Frise orientale ⚭ 1) Christine-Louise de Nassau-Idstein (de) ⚭ 2) Sophie-Caroline de Brandebourg-Culmbach
                  - Charles-Edzard (1716-1744), prince de Frise orientale ⚭ Sophie-Wilhelmine de Brandebourg-Bayreuth (de)

                - Julienne-Louise (de) (1698-1740) ⚭ Joachim-Frédéric, duc de Schleswig-Holstein-Plön

            - Edzard-Ferdinand (1636-1668) ⚭ Anne-Dorothée de Créhange
              - Frédéric-Ulrich (de) (1667-1710) ⚭ Marie-Charlotte de Frise orientale (de) (cf. supra)
                - Christine-Louise (de) (1710-1732)

        - Jean III (1566-1625), comte de Rietberg ⚭ Sabine-Catherine de Frise orientale (de) (cf. supra)
          - Ernest-Christophe (de) (1606-1640), comte de Rietberg ⚭ Albertine-Marie de Saint-Martin
          - Jean IV (de) (1618-1660), comte de Rietberg ⚭ Anne-Catherine de Salm-Reifferscheidt
            - Frédéric-Guillaume (de) (1650–1677), comte de Rietberg
            - François-Adolphe-Guillaume (de) (1651–1689), comte de Rietberg
            - Ferdinand-Maximilien (de) (1653–1687), comte de Rietberg ⚭ Jeanne-Françoise de Manderscheid-Blankenheim
              - Marie-Ernestine (de) (1687-1758), comtesse de Rietberg (1686–1758) ⚭ Maximilien-Ulrich de Kaunitz (de)

            - Bernardine-Sophie (de) (1654–1726), abbesse d'Essen

        - Marie (1582-1616) ⚭ Jules-Ernest, duc de Brunswick-Danneberg

      - Edwige (de) (1535-1616) ⚭ Othon II, duc de Brunswick-Harbourg
      - Jean II (1538-1591)

    - Jean Ier (1506-1572)

  - Almuth (de) (1465-1522)